# (100305) 1995 GN1
(100305) 1995 GN1 es un asteroide perteneciente al cinturón de asteroides, descubierto el 1 de abril de 1995 por el equipo del Spacewatch desde el Observatorio Nacional de Kitt Peak, Arizona, Estados Unidos.

## Designación y nombre
Designado provisionalmente como 1995 GN1.

## Características orbitales
1995 GN1 está situado a una distancia media del Sol de 2,579 ua, pudiendo alejarse hasta 3,112 ua y acercarse hasta 2,047 ua. Su excentricidad es 0,206 y la inclinación orbital 17,11 grados. Emplea 1513 días en completar una órbita alrededor del Sol.

## Características físicas
La magnitud absoluta de 1995 GN1 es 15,3. Tiene 2,032 km de diámetro y su albedo se estima en 0,39.